# Königsberg in Bayern

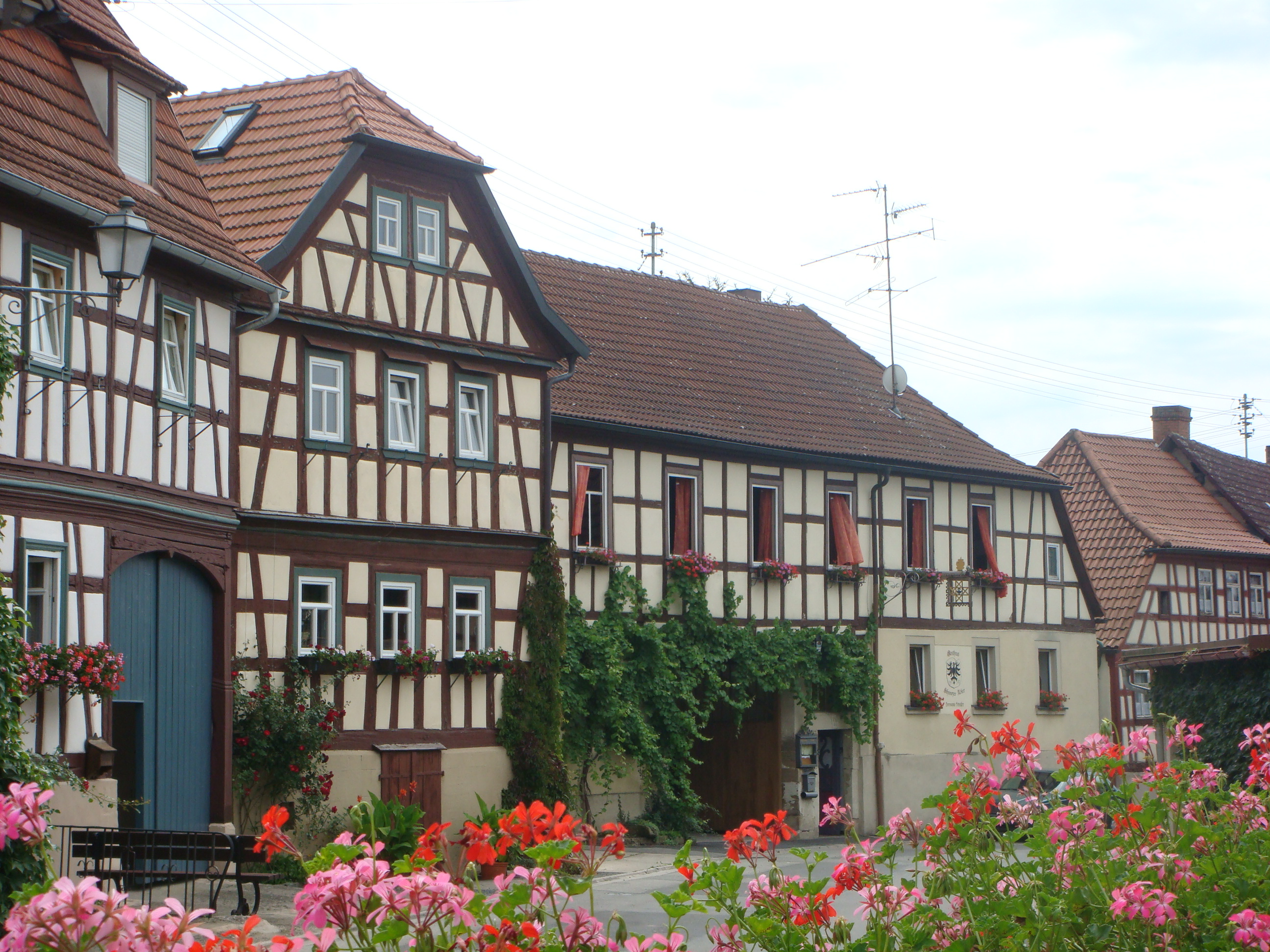
Königsberg in Bayern

Königsberg in Bayern este un oraș din Franconia Inferioară, landul Bavaria, Germania.